# ハマブランカ
ハマブランカ(Hama Blanca)は、かつて和歌山県白浜町にあったレジャー施設である。名前の由来は浜とカサブランカ。

## 概要
1962年（昭和37年）に新白浜熱帯植物園としてオープンした後、1971年（昭和46年）4月にハマブランカと改称した。位置的には三段壁に隣接し、白浜の観光地域の南端に位置する。南端には銅鉱山の跡地があった。
延べ33000 m2の広大な敷地には熱帯植物園やサボテン公園があり、簡単なジェットコースターもあった。グランドホールでは一日4回、OSK日本歌劇団によるショーが催されていた。園内にはブーゲンビリアやハイビスカスが咲き、温室ではトマトなどが栽培されて、南国ムード満点の熱帯パラダイスだった。最盛期は多くの観光客などで賑わっていたが、その後の不況により経営が行き詰まり、1998年（平成10年）の10月以降はショーがなくなって植物園の営業のみとなり、2005年（平成17年）10月13日に閉園した。跡地にはホテルが進出する計画があったが、諸事情で白紙撤回された。
2009年時点では、西口部分の建物のみが観光バス会社の事務所として使われていた。経年劣化に伴う建築物の荒廃が進んだため、2010年（平成22年）10月から建物の解体が行われ、椰子の木を残して2015年現在では大半が更地となっている。